# Rostlinné společenstvo

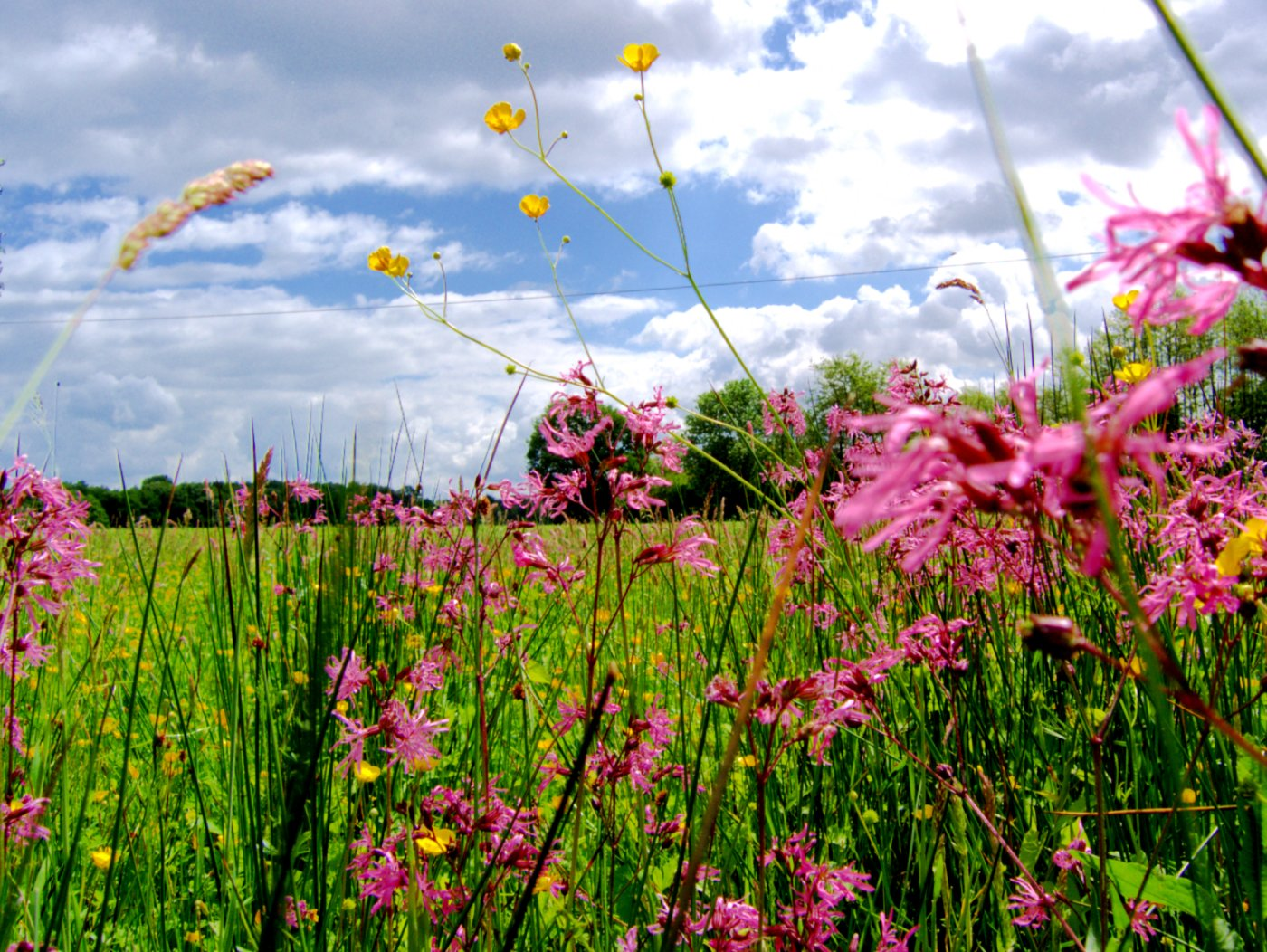
Tato louka je bezpochyby rostlinným společenstvem

Rostlinné společenstvo (též fytocenóza - z řeckého fytos – rostlina, cenos – společenstvo) je abstraktní pojem pro soubor rostlinných druhů společně rostoucích ve stejných typech abiotického prostředí (stanoviště).
Souhrn rostlinných společenstev na určitém území se nazývá vegetace. Klasifikací a tříděním rostlinných společenstev se zabývá fytocenologie.